# Vendée
Vendée ( fransk udtale ?) er et fransk departement i regionen Pays de la Loire. Hovedbyen er La Roche-sur-Yon, og departementet har 539.664 indbyggere (1999).
Der er 3 arrondissementer, 17 kantoner og 257 kommuner i Vendée. Vendée er stedet, hvor Vendée Globe finder sted. 
Under Revolutionskrigene var området skueplads for den blodige Vendéerkrig.